# 小行星8008
小行星8008（英語：8008）是一颗围绕太阳公转的小行星。1988年10月10日，大岛良明在静冈县发现了此天体。
这颗小行星的绝对星等为257.1749272317615等。